# Bohdan Stachlewski
Bohdan Kazimierz Stachlewski, ps. „Dan” (ur. 8 października 1891 w Koninie, zm. 28/29 września 1939) – pułkownik kawalerii Wojska Polskiego, kawaler Orderu Virtuti Militari.

## Życiorys
Urodził się 8 października 1891 w Koninie, w rodzinie Władysława i Zofii z Zborowskich . W 1912 wstąpił do Związku Strzeleckiego. Został wcielony do IV plutonu Pierwszej Kompanii Kadrowej, a następnie przeniesiony do 1 pułku ułanów. Od 5 lutego do 31 marca 1917 roku był słuchaczem kawaleryjskiego kursu oficerskiego przy 1 pułku ułanów w Ostrołęce. Kurs ukończył z wynikiem bardzo dobrym. Posiadał wówczas stopień wachmistrza sztabowego. Latem tego roku, po kryzysie przysięgowym, został internowany w Szczypiornie, a potem w Łomży, gdzie wybrano go komendantem obozu.
W listopadzie 1918 brał udział w rozbrajaniu Niemców, a następnie podjął służbę w 32 pułku piechoty i został awansowany do stopnia podporucznika. Następnie przeniesiony do 11 pułku ułanów, 1 maja 1920 awansowany do stopnia porucznika . 27 sierpnia 1920 został zatwierdzony z dniem 1 kwietnia 1920 w stopniu rotmistrza, w kawalerii, w grupie oficerów byłych Legionów Polskich. Wziął udział w wojnie polsko-bolszewickiej i odniósł ranę pod Kustymą.

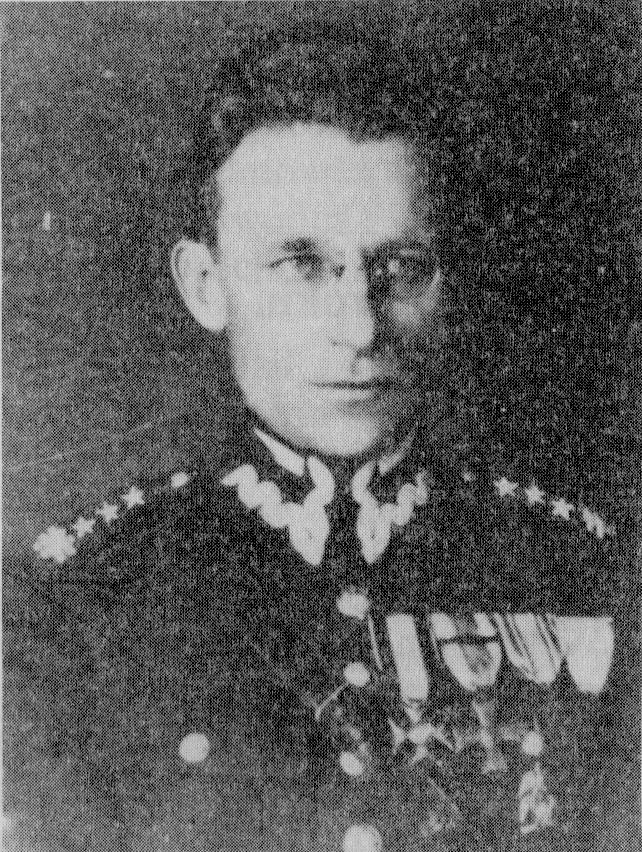
Bohdan Stachlewski, rtm 25 puł.

W czerwcu 1923 został przeniesiony z 27 pułku ułanów do 25 pułku ułanów. Od 1926 był dowódcą szwadronu zapasowego w Łukowie. 12 kwietnia 1927 prezydent RP nadał mu stopień majora z dniem 1 stycznia 1927 i 11. lokatą w korpusie oficerów kawalerii. W kwietniu 1928 został przesunięty na stanowisko kwatermistrza pułku. W lipcu 1929 został przeniesiony do 27 pułku ułanów w Nieświeżu na stanowisko zastępcy dowódcy pułku. 24 grudnia 1929 awansował do stopnia podpułkownika ze starszeństwem z dniem 1 stycznia 1930 i 17. lokatą w korpusie oficerów kawalerii. W sierpniu 1931 został przeniesiony do Korpusu Ochrony Pogranicza na stanowisko Inspektora Południowej Grupy Szwadronów KOP w Łucku. W 1933 został przeniesiony na stanowisko Inspektora Północnej Grupy Szwadronów KOP w Wilnie . 31 sierpnia 1935 otrzymał przeniesienie do Komendy Straży Granicznej w Warszawie na stanowisko II zastępcy komendanta i funkcję tę pełnił do 28 marca 1937. W marcu 1937 objął dowództwo 25 pułku ułanów w Prużanie. Do stopnia pułkownika został awansowany ze starszeństwem z dniem 19 marca 1939 i 2. lokatą w korpusie oficerów kawalerii. Dowodził pułkiem w czasie kampanii wrześniowej. Zamordowany najprawdopodobniej przez nacjonalistów ukraińskich 28/29 września 1939 podczas próby przedarcia się na Węgry .

## Ordery i odznaczenia
- Krzyż Złoty Orderu Wojennego Virtuti Militari nr 149 (pośmiertnie)[1]
- Krzyż Srebrny Orderu Wojskowego Virtuti Militari nr 5448 (17 maja 1922)[21][22]
- Krzyż Niepodległości (12 maja 1931)[23][24]
- Krzyż Kawalerski Orderu Odrodzenia Polski (11 listopada 1935)[25][26]
- Krzyż Walecznych (dwukrotnie[27][20]: po raz pierwszy w 1921[28])
- Medal Pamiątkowy za Wojnę 1918–1921[2]
- Medal Dziesięciolecia Odzyskanej Niepodległości[2]
- Brązowy Medal za Długoletnią Służbę
- Odznaka Pamiątkowa „Pierwszej Kadrowej”[29]
- Medal 10 Rocznicy Wojny Niepodległościowej (Łotwa, 1929)[30]